# La más grandiosa de las aventuras: pasajes de la Biblia
La más grandiosa de las aventuras/La aventura más grande: pasajes de la biblia (en inglés: The Greatest Adventure: Stories from the Bible) es una serie de dibujos animados lanzada directamente en VHS, producida por Hanna-Barbera entre los años de 1986-1993, dónde cuenta la historia de dos jóvenes arqueólogos, Derek y Margo y "su amigo nómada" Moki, a su paso por el tiempo, en dónde conocen 13 historias de la Biblia, desde la creación de todo ser viviente y del universo, hasta el misterio pascual de la muerte y resurrección de Jesucristo.

## Información general
Dos estudiantes extranjeros, Derek y Margo, son amigos universitarios que están adquiriendo experiencia sobre el terreno de la arqueología mayor, al unirse a un equipo de excavación. Mientras están con el equipo, conocen a un joven beduino llamado Moki, quien se gana su confianza y los tres se vuelven amigos.
Moki, conocido por sus travesuras y gran apetito, combinado con su alto metabolismo, está fascinado por estos dos (aparentemente) visitantes estadounidenses y consigue en gran medida involucrarse en la cultura pop a través de ellos. Lleva además de sus golpes, la ropa maltratada una gorra azul (que se le dio probablemente por ellos) con una letra "D" en ella (esto es posiblemente una gorra de los Tigres de Detroit, pero el estilo de la letra se mantiene genérica, posiblemente para evitar la infracción de la marca).
El equipo se encuentra en un sitio de excavación, en donde se topan con una trampa escondida en la arena. Caen en la trampa, y terminan en el interior de una gran cámara. La apertura de cada video lo explica de esta manera:

"Mientras examinan el sitio de una excavación, dos jóvenes arqueólogos; Derek y Margo; y su amigo nómada Moki, de pronto se encuentran atrapados en un colosal remolino de arena. Cuando la arena se asienta, contemplan maravillados una enorme cámara, repleta de gigantescas reliquias y objetos de otra civilización. Y Ahí, al fondo de la cámara, una puerta con una extraña inscripción: 'Todo aquel que pase por estas puertas, pasará a través del tiempo'" 
Al viajar al pasado, los tres son capaces de ver la historia bíblica en desarrollo, o, con menor frecuencia, escucharlos. A pesar de que a veces se encuentran personajes famosos de la Biblia, ellos mismos ni en última instancia, tienen un papel importante en alterar dramáticamente la parte bíblica de la historia de ninguna manera.
Las historias secundarias son a veces humorísticas, pero la historia bíblica es siempre con gracia y solemnemente retratada. Algunos episodios de los acontecimientos son en plazos de tiempo muy corto, de acuerdo con las limitaciones de tiempo de la serie. Algunos episodios muestran violencia y sangre, sobre todo en "David y Goliat", pero esto generalmente se hace para evitar la marginación o la reescritura de las escrituras.

## Episodios
| N.º de Episodio | Título                                                            | Dirigido por                | Escrito por                                            | Estreno en Estados Unidos |
| --- | ----------------------------------------------------------------- | --------------------------- | ------------------------------------------------------ | ------------------------- |
| 1 | «Moses» «Moisés»                                                  | Ric Estrada                 | Harvey Bullock                                         | 26 de abril de 1985       |
| Aunque tratan en no meterse en problemas, al final el trío se encuentra de nuevo en Egipto para presenciar a Moisés (voz de James Whitmore) y Aarón frente al Faraón (voz de James Earl Jones). Se quedan con los hebreos a lo largo de la duración de las diez plagas, y participan en la primera Pascua. Se unen al Éxodo e incluso llegan a ver la separación del Mar Rojo y al ahogo del ejército del Faraón. Imagen representativa: Es la silueta de Moisés, liberando al Pueblo Hebreo, en el Paso del Mar Rojo. |                                                                   |                             |                                                        |                           |
| 2 | «David and Goliath» «David y Goliat»                              | Ric Estrada                 | Harvey Bullock                                         | 25 de abril de 1986       |
| En esta aventura, nuestros jóvenes amigos llegan a un campamento filisteo, dónde conocen de lejos al gigante Goliat. Cuando logran escapar, llegan a un campo de pastoreo, pero no saben en donde están exactamente. Moki deduce que tal vez están en un lugar donde veneran leones, Margo pregunta por qué y él dice que porque ahí estaba la estatua de un león, pero este león era de verdad y estaba aproximándose sigilosamente hacia ellos, fue entonces que un joven pastor llega y combate al león. Ellos después supieron que este pastor sería el futuro rey David (voz de Robby Benson). Siguen a David en un viaje a Jerusalén, donde ven cómo trata de ayudar a reparar el mal humor del rey Saúl. Por último, son testigos de la derrota de Goliat ante David (voz de Herschel Bernardi). Imagen representativa: Es la silueta del momento de la disputa entre David y Goliath |                                                                   |                             |                                                        |                           |
| 3 | «Joshua and the Battle of Jericho» «Josué y la Batalla de Jericó» | Ric Estrada                 | Harvey Bullock                                         | 25 de abril de 1986       |
| Saltando en el tiempo otra vez, los viajeros son testimonio de ver a Josué (voz de Edward Asner) y los israelitas en su intento en derrotar a la malvada ciudad de Jericó y asegurar una pasaje a la tierra de Canaán. Al principio Moki es capturado por el ejército de Jericó como un presunto espía israelita. Derek y Margo encuentran refugio en el campamento israelita. Antes de que Jericó cayera en manos de los israelitas, los dos jóvenes rescatan a su amigo. Imagen representativa: Silueta de Josué en el momento de que los soldados gritan a la ciudad, mientras que los sacerdotes están tocando las trompetas. |                                                                   |                             |                                                        |                           |
| 4 | «Noah's Ark» «El Arca de Noé»                                     | Ric Estrada                 | Harvey Bullock                                         | 25 de abril de 1986       |
| El trío se encuentra ayudando a Noé (voz de Lorne Greene) y su familia en la construcción del Arca. Se las arreglan para unirse a la tripulación para la larga estancia a bordo del Arca, ayudando a atender a los animales y mantener las cosas en orden. Saltan a bordo del Arca antes de que lleguen las lluvias y ahoguen al ejército del mal que amenaza en incendiar el buque. Junto a La Reina Ester y la Natividad, este es uno de sólo tres episodios donde los personajes bíblicos están confundidos por el uso de la lengua moderna (cuando Moki decide construir una balsa salvavidas, uno de los hijos de Noé no sabe lo que es una balsa salvavidas). Imagen representativa: Es la imagen de Noé recibiendo a los animales en el arca. |                                                                   |                             |                                                        |                           |
| 5 | «Samson and Delilah» «Sansón y Dalila»                            | Ric Estrada                 | Harvey Bullock                                         | 25 de abril de 1986       |
| Derek, Margo, y Moki son testigos de la época de los Jueces, más concretamente en el mandato de Sansón en particular. Ahí ellos aprenden sobre la vida de Sansón (voz de Perry King). El era un hombre fuerte quien combatía al ejército filisteo. Margo y Moki lo acompañan a visitar a Dalila (voz de Linda Purl), una mujer filistea de la cual Sansón estaba enamorado. Durante su estancia, Dalila conspira con los filisteos para entregarles a Sansón por unas cuantas monedas de plata, solamente tenía que averiguar cuál era el secreto de su fuerza extraordinaria. Descubierto ese secreto, Sansón es encarcelado y cegado y obligado a trabajar en un molino. Finalmente esta aventura culmina cuando él derriba el palacio del Dios Dagón y murió aplastado junto con miles de filisteos. Imagen representativa: Es la silueta de Sansón en el momento de que tira las columnas del templo de Dagón. |                                                                   |                             |                                                        |                           |
| 6 | «Daniel and the Lion's Den» «Daniel en el Foso de los Leones»     | Ric Estrada                 | Dennis Marks                                           | 25 de abril de 1986       |
| El trío de viajeros en el tiempo se encuentran en camino a Babilonia. Ahí se unen a una caravana de artistas que van directo a una fiesta proporcionada por el Rey Baltazar, cuando llegan al palacio del Rey, Margo se queda fascinada en conocer al rey, por lo que ella y los dos jóvenes ayudan de siriventes en la fiesta. En ese banquete, el rey había pedido que celebrarán con los vasos sagrados robados del templo de Jerusalén; ocurrido esto, todos en la fiesta empezaron a brindar por los dioses del oro, la plata, la madera y el bronce, provocando la ira de Dios, manifestándose como una mano fantasma que empezó a escribir en una pared las palabras "Mene, Mene, Tekel, Upharsin". Aterrorizado, el rey decretó que aquella persona que descrifara el significado de aquellas palabras lo nombraría como tercero en su reino. Nadie de sus astrólogos y magos pudo hacerlo, hasta que su madre le dijo que acudiera al profeta hebreo Daniel (voz de Gavin MacLeod). Él le dice que había provocado la ira de Dios por haber brindado a falsos dioses en vasos sagrados y le advierte sobre el significado de la escritura, y la implicación de que los persas y los medos están a punto de co-conquistar la región. La advertencia es ignorada. Baltazar es asesinado, y el rey de los medos, Darío, lo sustituye. Daniel se ganó rápidamente la confianza del nuevo rey, pero los otros dos gobernadeores se pusieron celosos, y elaboraron un plan para deshacerse de Daniel. Los viajeros del tiempo tratan de interceptar la trama, pero terminan siendo perseguidos de inmediato por los traidores gobernadores. Darío, actuando tontamente por orgullo, acepta el reto de los conspiradores. Daniel es detenido y arrojado al foso de los leones, por negarse a renunciar a su vida de oración. La mano de Dios interviene una vez más, obligando a cerrar las fauces de los leones. Cuando Darío encuentra a Daniel aún con vida, se entera de cómo él fue engañado. De inmediato Daniel fue rescatado de la fosa y en su lugar los leones se alimentan de los conspiradores. Después Moki se salva de caer casi en el mismo hoyo por accidente, después ellos se van del lugar. Imagen representativa: Es el instante en que Darío observa de que Daniel no fue lastimado por los leones. |                                                                   |                             |                                                        |                           |
| 7 | «The Nativity» «La Natividad / El Nacimiento de Jesús»            | Ric Estrada y Robert Taylor | Bruce D. Johnson y Harvey Bullock Dennis Marks (guion) | 15 de octubre de 1987     |
| Mientras que tratan de huir de los problemas en el mercado de Jerusalén, los tres protagonistas conocen la historia del nacimiento de Jesús, empezando por la llegada del ángel Gabriel a la Virgen María (con la voz de Helen Hunt) y de cómo ella y su esposo José emprendieron su viaje a Belén. Ellos saben que el tiempo del nacimiento de Jesús será pronto. Mientras tanto, el rey Herodes (con la voz de Vincent Price) se pone histérico sobre la noción de la llegada de un nuevo rey. Cuando tres extraños hombres, quienes son los Reyes Magos llegan al palacio de Herodes, él trata de engañarlos para que den la ubicación del niño Jesús. El plan falla cuando los Reyes Magos deciden no volver con Herodes. Los viajeros del tiempo siguen a María y José (voz de Gregory Harrison) desde una distancia en su camino a Belén. Ellos no se involucran directamente en la escena del pesebre, solo admiran tan aquella hermosa escena desde un punto distante. Imagen representativa: Es la iconografía del Nacimiento de Jesús (Jesús está envuelto en pañales y recostado en un pesebre, mientras María y José lo contemplan con dulzura y los Tres Reyes Magos los adoran y les ofrecen sus obsequios). |                                                                   |                             |                                                        |                           |
| 8 | «The Creation» «La Creación»                                      | Lew Saw y Kay Wright        | Dennis Marks                                           | 15 de julio de 1988       |
| El viaje de los tres protagonistas es en una época en el mundo antes de la inundación de Noé, y un contador de historias (voz de Les Tremayne) narra los acontecimientos en el Jardín del Edén hacía ellos. Al mismo tiempo, aprenden la propias lecciones acerca de la honradez y la virtud después de meterse en problemas con un jardinero local en la tierra de Nod que se debe en haberlo engañado por comer cuatro manzanas de forma gratuita. Este episodio contiene desnudez en la parte posterior y frontal de Adán y Eva. Imagen representativa: Es la silueta de Adán y Eva (de fondo), mientras que la serpiente los observa. |                                                                   |                             |                                                        |                           |
| 9 | «The Easter Story» «La Historia de la Pascua»                     | Jim Willoughby              | Dennis Marks                                           | 15 de marzo de 1989       |
| Nuestros jóvenes viajeros llegan al huerto de Getsemaní, dónde Jesús oró antes de ser entregado por los sumos sacerdotes, y encuentran un pergamino, que viene siendo uno de los pergaminos que contiene el "Evangelio de Marcos", quien, gentilmente, cuenta los hechos que ocurrieron cuando entra triunfalmente a Jerusalén, la Última Cena con sus discípulos, La oración en aquel huerto, La Aprehensión, Condena y Martirio hacia el Calvario, Agonía y Muerte, el Día de la Vigilia Pascual y la Ascensión a los cielos. Imagen representativa: Es la escena en que Jesús entra triunfalmente a la Ciudad de Jerusalén, mientras todos gritan ¡hosanna al hijo de David! |                                                                   |                             |                                                        |                           |
| 10 | «Joseph and His Brothers» «José y sus Hermanos»                   | Jim Willoughby              | Dennis Marks y Karran Eccles Wright                    | 27 de septiembre de 1990  |
| El trío hace amistad con José (voz de Barry Bostwick) y observan como su padre le obsequió su abrigo de muchos colores. Si bien no llegaron a alterar los hechos de ninguna manera, ellos vieron la conspiración de sus hermanos. A medida que se está llevando los acontecimientos posteriores después de haberse convertido en esclavo, los 3 jóvenes se encuentran con otra Puerta del Tiempo y saltan otros 13 años para seguir conociendo la vida de José. Imagen representativa: Representa la silueta de Jacob regalándole a José su túnica de colores, mientras que sus hermanos observan envidiosos la escena (menos Benjamín). |                                                                   |                             |                                                        |                           |
| 11 | «The Miracles of Jesus» «Los Milagros de Jesús»                   | Ric Estrada                 | Karran Eccles Wright                                   | 26 de septiembre de 1991  |
| Nuestros amigos viajeros llegan a un pueblo donde observan el acto de un mago asombroso, quedándose maravillados por sus trucos, y Moki dijo que esos eran verdaderos milagros, a lo que escucharon la voz de un hombre anciano diciéndoles que esos eran simplemente trucos que no se comparan con el poder de Dios, no había nada ni nadie a su alrededor hasta que vieron a un amable viejecito, de nombre Benjamín, quien había conocido al verdadero mesías, y les dijo que vio y sintió el poder divino gracias a que Jesús lo resucitó frente a los ojos de su madre y del pueblo de Naín cuando era joven. Después, de una forma agradable, Benjamín les fue contando a los jóvenes viajeros cuales habían sido sus otros milagros notables; entre ellos estaba la conversión del agua en vino en las Bodas de Caná, la curación de un siervo de un centurión y la de un ciego en Jericó,cuando calmó la tempestad, una pesca milagrosa, la multiplicación de los panes y los peces y cuando caminó sobre las aguas. Esta historia culmina con el sermón de las bienaventuranzas. Imagen representativa: Es la escena en que Jesús realiza el Milagro de los Panes y de los Peces. |                                                                   |                             |                                                        |                           |
| 12 | «Queen Esther» «La Reina Ester»                                   | Ric Estrada                 | Karran Eccles Wright                                   | 27 de febrero de 1992     |
| Algún tiempo después, los viajeros se encuentran en Persia en la ciudad de Sushan. El rey Ahassuerus decide hacer una fiesta en donde solamente asistieron los hombres del reino. Ester y su anciano primo Mordecai entablan una amistad con el trío, Mordecai ayuda a Derek y Moki en vestirse para la fiesta, proporcionándoles ropa que sean del agrado del rey. Mientras estaba con los hombres más importantes de su reino, el rey ordenó a sus sirvientes a que trajeran a su esposa, la reina Vashti, para que deleitara con su belleza a sus invitados. Enterada de esto, la reina dijo que no iría a esa fiesta porque el rey no fue personalmente por ella. Siguiendo el consejo del príncipe Hamán, el rey se enfadó con ella y pide el divorcio, enviándola al exilio. Agradecido por su consejo, el rey decretó poco después que por respeto, todos debían inclinarse ante Hamán, porque había sido nombrado como el segundo al mando del reino. De inmediato se inicia un concurso entre todas las mujeres más bellas del Imperio Persa en busca de una nueva reina. Ester y Margo se enlistan para ser una de los concursantes, a pesar de que Margo insultó a Tarsik, jefe del ejército del rey a quien lo etiquetó como "Cara de Mosca". Cuando llegó el turno de Ester, ella se presentó ante el rey, el cual se quedó maravillado por su belleza y de inmediato la nombró su nueva reina, después ella nombra a Margo como su dama de honor. Cuando Moredecai se da cuenta de las consecuencias abusivas detrás del deseo de Hamán para que otros se inclinen ante él, Mordecai se niega a someterse rutinariamente, irritando a Hamán. Mardoqueo justificó que los hombres realmente sólo debe inclinarse ante Dios. Hamán, sintiéndose insultado por el desafío de Mardoqueo, formula un plan en un intento de vengarse. Para ganar legitimidad para su plan, engaña al rey a firmar un decreto en dónde le da el poder para erradicar a todos los Judíos que viven en el reino. Los tres viajeros hacer su parte para ayudar a Esther y Mardoqueo en formular un plan propio, para exponer el engaño de Hamán al rey. Su plan tiene éxito, y cuando el rey se entera de que la propia reina Ester sería un objetivo de la trama de Hamán, el rey manda a ejecutar a Hamán por traición. Los viajeros dejan la historia un poco después. Imagen representativa: Es la silueta del momento del que el Rey Ahassuerus presenta su nueva esposa y reina, Ester; mientras que Hamán observa la escena. |                                                                   |                             |                                                        |                           |
| 13 | «Jonah» «Jonás»                                                   | Ric Estrada                 | Karran Eccles Wright                                   | 19 de agosto de 1992      |
| Los 3 viajeros en el tiempo llegan a un pueblo que estaba junto a un río, por lo que deciden navegar en él para llegar a un mejor lugar; cuando se acercaron a un muelle, vieron a un cuidador de botes, entonces Derek y Margo aceptan la oferta de rentar un bote, solamente que había uno, pero estaba en mal estado, aun así aceptaron en alquilarlo; mientras tanto, Moki y Derek fueron a conseguir comida cada quien por su lado y Margo se queda esperándolos en el muelle, pasados los minutos, Derek le dijo a Margo que consiguió un poco de comida y preguntó por Moki, en ese momento un posadero llegó con el niño jalándole de una oreja y les pregunto a los dos jóvenes si ellos eran sus amigos, a lo que ellos respondieron que si, Derek le pregunto que había sucedido, y el señor le respondió que Moki se había comido 3 panes y 2 trozos de queso de cabra y que no tenía dinero para pagar, pero Moki trató de demostrar su inocencia, haciendo solo que empeoraran las cosas, ya que el posadero arrojó a Moki al bote que iban a rentar, y este se hundió. Derek, molesto, regaño a Moki, y le dijo que era "el peor Jonás que había conocido"; al oír ese nombre, el posadero creyó que el chico era pariente del profeta Jonás, y entre los cuatro deciden ir con él, quien perdonó a Moki de lo cometido y le pago al comerciante, al ver que anochecía, Jonás les ofreció refugio al trío. Al amanecer, su esposa les preparó el desayuno, y estaban a punto de partir, cuándo Margo se dio cuenta de le era el profeta Jonás, así que los tres decidieron oír su historia: "En una mañana, Dios hablo a Jonás indicándole que debía ir a la ciudad pecadora de Nínive, para advertirles a los ciudadanos que la ciudad iba a ser destruida en 40 días. Él sintió temor a lo que Dios le dijo, y tomó la decisión de no ir a esa ciudad, sino que tomó un barco rumbo a la ciudad de Tarsis; en el trayecto, Dios mandó una fuerte tormenta, y la pequeña embarcación estaba a punto de ser hundida, no hallaban ningún remedio para evitar esa catástrofe, hasta que el encargado del barco le hablo a Jonás para pedirle a Dios de que cesara aquella tormenta, Jonás entendió de que eso fue provocado por él, por no haber obedecido un mandato de Dios. Pidió a la tripulación del barco que lo arrojaran al mar, confesándoles lo que él había hecho. La tripulación arrojó a Jonás al mar, y la tormenta cesó, entonces Dios mando a un gran pez a que se comiera a Jonás. En el interior de aquel gigantesco pez, Jonás estuvo orando por tres días, hasta que en el cuarto día, Dios mando a que el pez vomitara a Jonás en la playa. Ocurrido esto, Jonás obedeció la orden de ir a Nínive, y cuando llegó a aquella ciudad, hablo fuertemente al pueblo pecador de que su fin estaba cerca, esta advertencia llegó hasta los oídos del Rey, decretando a toda la ciudad de guardar un ayuno penitencial y de arrepentimiento. Jonás se retiró de la ciudad, y fue a un lugar lejano donde podía ver a la ciudad, al ver de que no ocurría ningún acontecimiento catastrófico, se enfureció mucho con Dios, porque él sabía de que era un pueblo pecador. Entonces, Dios hizo brotar un hermoso árbol de calabazas silvestres, proyectando una sombra a Jonás, pero en la noche, mandó una horda de gusanos para que acabaran con el árbol, haciéndole entender a Jonás, de que esa ciudad no merecía aquel castigo, porque el sintió el verdadero arrepentimiento que todos dieron al oír tal triste noticia, y Jonás lo entendió". Imagen representativa: Es la escena del gran pez a punto de comerse a Jonás |                                                                   |                             |                                                        |                           |

## Producción y distribución
La serie fue producida por primera vez en 1985, y los últimos episodios fueron proyectados en 1993. Joe Barbera, trató de obtener un apoyo para el proyecto por 17 años. Bill Hanna ni siquiera lo apoyo durante ese tiempo. Por último, Taft apoyó el proyecto de radiodifusión. Turner Home Entertainment colaboró en la producción cuando compraron Hanna-Barbera en 1991. Kay Wright, un clásico animador de Disney, fue uno de los muchos que contribuyeron al equipo de producción de animación. Después de que Hanna-Barbera fue adquirida por Time Warner en 1996, la distribución de la serie en DVD cayó a la discreción de los estudios Warner Brothers. La serie fue originalmente lanzado directamente en VHS en la época del Sparrow-Star Song.